# Río Marchenilla
El Marchenilla es un corto río (8 km de longitud) de la provincia de Cádiz, ubicado en el Campo de Gibraltar. Nace en la Sierra del Bujeo, a una altitud de unos 500 m s. n. m., teniendo que salvar una gran pendiente en su tramo alto.
Fluye junto a la aldea de Algamasilla y desemboca en la Playa de Getares, al sur de Algeciras. Geológicamente se distinguen tres tramos: la cabecera de materiales triásicos, el tramo medio de materiales oligocénicos, y el tramo final, de materiales triásicos.
- Datos: Q6115397